# Herbert Ammon
Herbert Ammon (* 1943 in Brieg, Schlesien) ist ein deutscher Publizist, Historiker und Studienrat a. D., der vor allem mit dem Buch Die Linke und die nationale Frage bekannt wurde, das er 1981 zusammen mit Peter Brandt herausgab.

## Leben
Ammon besuchte von 1953 bis 1962 das humanistische Neue Gymnasium Nürnberg. Er studierte als Stipendiat der Studienstiftung des deutschen Volkes an der Ludwig-Maximilians-Universität München, als Fulbright-Stipendiat an der Tulane University in New Orleans sowie an der Friedrich-Alexander-Universität Erlangen. 1966/67 lehrte er an der Dillard University in New Orleans, einem hauptsächlich von Afro-Amerikanern besuchten College. Nach den Staatsexamina (Geschichte, Englisch, Sozialkunde) unterrichtete er zunächst an einem bayerischen Gymnasium. Von 1975 bis 2003 war Ammon als Dozent für Geschichte und Soziologie am Studienkolleg für ausländische Studierende der FU Berlin tätig.
In den 1980er Jahren engagierte er sich in der damaligen Friedensbewegung, u. a. als Repräsentant des „Offenen Briefes“ des DDR-Regimekritikers Robert Havemann an den sowjetischen Staats- und Parteichef Leonid Breschnew. In seinen Publikationen, z. T. in Kooperation mit Peter Brandt und Theodor Schweisfurth, betonte er in der Debatte um die Stationierung von neuen atomaren Mittelstreckenraketen („Nachrüstung“) und der militärstrategischen Abschreckungsdoktrinen die Relevanz der in den Blockstrukturen konservierten „Deutschen Frage“ für den Frieden in Europa. Seine Kontakte zur unabhängigen Friedensbewegung in der DDR trugen ihm ein bis zum Mauerfall währendes Einreiseverbot in die DDR ein. Nichtsdestoweniger blieb die – über den kanadischen Friedensforscher Hans Sinn (Peace Brigades International [PBI]) vermittelte – Verbindung zu Aktivisten wie Christian Dietrich, Edelbert Richter und Stephan Bickhardt bestehen. Bis zu dessen Auflösung Anfang der 1990er Jahre gehörte Ammon dem Politischen Club Berlin (Arbeitskreis für Europäische Zusammenarbeit e. V.) an.
Ammon veröffentlichte zahlreiche Artikel und Rezensionen zur Zeitgeschichte, zur „Linken und der nationalen Frage“, zur Erinnerungskultur, zur Geschichte der Vertreibung der Deutschen nach dem Zweiten Weltkrieg sowie Aufsätze zur europäischen und amerikanischen Geschichte. Hervorzuheben sind Aufsätze zur Geschichte des deutschen Widerstands gegen den Nationalsozialismus. Seine Beiträge erschienen u. a. im Deutschland Archiv, in der Neuen Gesellschaft, in Das Argument, im Merkur, in der Frankfurter Allgemeinen Zeitung, in Die Welt sowie in den Zeitschriften Wir selbst und Kommune. Er ist Autor der Wochenzeitung Junge Freiheit. Seit 2006 erscheinen seine Aufsätze und Rezensionen vor allem in der online-Zeitschrift Iablis: Jahrbuch für europäische Prozesse. Ammon ist ständiger Autor des von seinem langjährigen Partner und Ko-Autor Peter Brandt begründeten, seit Januar 2020 von Gunter Weißgerber herausgegebenen online-Magazins Globkult und Gastautor der Achse des Guten. Seine Publikationen erscheinen regelmäßig auf The European. 
Ammon ist Mitgründer und Mitglied im Kuratorium der Deutschen Gesellschaft e. V. zur Förderung politischer, kultureller und sozialer Beziehungen in Europa. Er ist Mitglied im Kondylis-Institut für Kulturanalyse und Alterationsforschung (Kondiaf) und Mitunterzeichner der von Vera Lengsfeld initiierten Gemeinsamen Erklärung 2018, in der eine Beschädigung Deutschlands „durch illegale Masseneinwanderung“ befürchtet wird. Ammon lebt in Berlin.

## Veröffentlichungen (Auswahl)
- Peter Brandt, Herbert Ammon (Hrsg.): Die Linke und die nationale Frage. Dokumente zur deutschen Einheit seit 1945. Rowohlt, Reinbek bei Hamburg 1981, ISBN 3-499-14740-8 (= rororo aktuell 4740).
- Peter Brandt, Herbert Ammon: Die Aktualität der Deutschen Frage für den Frieden in Europa. In: Arbeitskreis Atomwaffenfreies Europa (Hrsg.): Alternativen europäischer Friedenspolitik. Arbeitskreis Atomwaffenfreies Europa, Berlin 1981.
- Herbert Ammon, Peter Brandt: The German Question. In: Telos (März 1982).
- Herbert Ammon, Theodor Schweisfurth: Friedensvertrag, deutsche Konföderation, europäisches Sicherheitssystem. Denkschrift zur Verwirklichung einer europäischen Friedensordnung mit 50 Seiten Dokumenten. ibf, Starnberg 1985, ISBN 3-924011-07-9.
- Herbert Ammon: Methodische Fragen bei der Einführung in die Soziologie am Studienkolleg. In: Materialien Deutsch als Fremdsprache, Bd. 31, Regensburg 1991.
- Herbert Ammon: Friedrich Georg Friedmann – Die Erfahrung der amerikanischen Kultur. In: Rektor der Universität Augsburg (Hrsg.): Leben und Werk von Friedrich G. Friedmann. Drei Vorträge im Rahmen eines Symposiums der Jüdischen Kulturwochen 1995 am 16. November 1995. Universität Augsburg, 1997 (= Augsburger Universitätsreden, Bd. 30).
- Herbert Ammon: Die Vertreibung der Deutschen. Defizite der deutschen Zeitgeschichtsschreibung. München 1999.
- Herbert Ammon: Menschlichkeit im inneren Kreis des Verbrechens.Vom historischen Quellenwert des Selbstzeugnisses von Friedrich Linhart.
- Herbert Ammon: Die Ära des Populismus in den USA – historische Umrisse eines Begriffs.
- Herbert Ammon: The Fall of the Berlin Wall. Its Causes and Consequences.